# Francisco Barreiro
Francisco Barreiro Barciela (Vigo, 14 de diciembre de 1911-Madrid, 21 de enero de 1942) fue un político comunista de Galicia, España y guerrillero antifranquista, ejecutado víctima de la represión de la dictadura franquista.

## Biografía
En julio de 1936, una vez había triunfado en Galicia el golpe de Estado que dio lugar a la Guerra Civil, fue uno de los primeros que organizó las guerrillas antifranquistas en los montes de Galicia. En 1941 era secretario del Partido Comunista de España (PCE) en Vigo, secretario de Agitación y Propaganda del recién formado Comité Regional del PCE de Galicia y miembro de la dirección central del partido que se encontraba en Madrid a finales de ese año. Tras la detención de buena parte de la dirección del PCE en Portugal y la extradición de sus miembros por la policía salazarista, Francisco Barreiro fue arrestado en septiembre de 1941 en Madrid e internado en la cárcel de Porlier. Tras un consejo de guerra fue condenado a muerte, siendo ejecutado el 21 de enero de 1942 en el cementerio del Este de Madrid junto con Isidoro Diéguez Dueñas, Jesús Larrañaga Churruca, Manuel Asarta Imaz, Joaquín Valverde, Jesús Gago, Jaime Girabau y Eladio Rodríguez González.